# Antichrist Superstar
Antichrist Superstar (с англ. — «Антихрист — суперзвезда») — второй студийный альбом американской рок-группы Marilyn Manson, выпущенный в октябре 1996 года лейблом Nothing Records. Альбом был записан в Новом Орлеане весной и летом этого же года; продюсированием пластинки совместно занимались фронтмен группы Мэрилин Мэнсон, фронтмен Nine Inch Nails Трент Резнор, бывший продюсер Skinny Puppy Дэйв Огилви и звукоинженер Шон Биван. Во время записи альбома из группы ввиду внутренних разногласий ушёл её сооснователь и первый гитарист группы Дэйзи Берковиц; при этом активизировалась роль в команде басиста Твигги Рамиреса.
Концептуальная рок-опера Antichrist Superstar стала первой частью трилогии, т.н «триптих», в которую вошли последующие релизы Mechanical Animals (1998 г.) и Holy Wood (In the Shadow of the Valley of Death) (2000 г.). Центральная сюжетная линия альбома вращается вокруг сверхъестественного существа, которое захватывает всю власть у человечества, чтобы инициировать апокалиптический конец света; популистский демагог, которым движет исключительно негодование, мизантропия и отчаяние, он использует своё новообретенное положение, чтобы уничтожить мир. Запись можно рассматривать как социальную критику, используя эту предпосылку в качестве метафоры для воспринимаемых фашистских элементов консерватизма в Соединённых Штатах.
Предшествовавший сингл «The Beautiful People», чей видеоклип получило три номинации на MTV Video Music Awards 1997 года, альбом имел как критический, так и коммерческий успех. Лоррейн Али из Rolling Stone приписала Antichrist Superstar прекращение доминирования гранжа в популярной музыке. За годы, прошедшие с момента его выхода, различные издания и журналы включили его в число лучших альбомов 1990-х годов. Альбом дебютировал под номером три в Billboard 200 и разошёлся тиражом почти в 2 млн копий только в Соединённых Штатах. По состоянию на 2011 год мировые продажи альбомов превысили более 7 млн копий.
В поддержку альбома был организован скандальный тур — «Dead to the World Tour», который подвергся резкой критике со стороны правых христиан. Почти каждое место в Северной Америке, которое посетила группа, было пикетировано религиозными организациями, главным образом из-за необоснованных, преувеличенных утверждений об употреблении наркотиков на сцене, скотоложстве и сатанинских ритуалах, включая жертвоприношения животных и даже людей. Группа также оказалась объектом слушаний в Конгрессе, на которых была предпринята попытка обвинить группу в самоубийстве фаната. Несколько ранее неизданных записей были выпущены на саундтреках в течение 1997 года, в том числе «Apple of Sodom» и «Long Hard Road Out of Hell».

## Производство и запись
«Antichrist Superstar» был действительно ужасной трансформацией в физическом, умственном и музыкальном плане. Альбом был задуман и написан, когда я испытывал сильную физическую боль. Я не мог ничего чувствовать эмоционально.
Antichrist Superstar был записан в течение восьми месяцев в студии Nothing Studios в Новом Орлеане обширной группой музыкантов. Вместе с остальными участниками Мэрилина Мэнсона — Твигги Рамирезом, Мадонной Уэйн Гейси и Джинджер Фиш — участвовали гитаристы группы Nine Inch Nails Робин Финк и Дэнни Лонер, а также барабанщик Крис Вренна. Запись была первоначально спродюсирована вокалистом вместе с Трентом Резнором и бывшим продюсером Skinny Puppy Дэйвом Огилви. Процесс создания альбома был долгим и трудным, выделено экспериментами, включающими почти постоянное употребление наркотиков и лишение сна в попытке создать агрессивную и враждебную среду, подходящую для содержания альбома. Мэнсон признался, что во время записи сильно экспериментировал с обезболивающими, отпускаемыми по рецепту, включая формы сульфата морфия и гидрокодона; он также утверждал, что регулярно вставлял швейные иглы под ногти, чтобы проверить свой болевой порог.
Первые сеансы были непродуктивными и обычно заканчивались разрушением студии, а также собственного оборудования и инструментов группы. Также наблюдался высокий уровень противостояния между участниками группы, причём большая часть этого была направлена на гитариста-основателя Дэйзи Берковица. Позже он утверждал, что его «отключили» от сеансов записи, и утверждал, что большая часть его оборудования была уничтожена, например, четырёхдорожечный магнитофон, который использовался для создания многих ранних демозаписей группы, вместе со своей драм-машиной. Впоследствии выяснилось, что последний был выброшен из окна второго этажа. Эта враждебность привела к тому, что Рамирез исполнил большую часть гитарной партии на пластинке.
Берковиц резко критиковал Резнора, который, по его словам, намеренно уничтожил его Fender Jaguar, подаренный Берковицу его недавно умершим отцом, объяснив: «Я был в студии, и все они были в комнате управления, и я играю на гитаре. В конце Трент говорит: „Сделай это снова, но хорошенько вложись в это“. Мы прошли через это три раза, и он говорит: „Подожди. Я зайду туда. Позвольте мне показать вам, о чём я говорю“. После я снял гитару, протягиваю её ему— и он разбивает её, просто чтобы поиметь меня. Затем он рассмеялся и вышел из комнаты». Берковиц язвительно покинул группу через некоторое время после этого инцидента. Отношения Резнора с остальными участниками группы — в частности, с Мэнсоном — также начали ухудшаться во время производства, главным образом в результате творческих разногласий.[N 1] Мэнсон и Резнор не записывали материал вместе с момента выхода Antichrist Superstar.
В конце концов Огилви обвинили в дисфункции группы и уволили с поста сопродюсера. Его заменил частый миксер Nine Inch Nails Шон Биван. Затем Мэнсон и Биван потратили несколько недель на переработку и ремикс большей части альбома во вспомогательном звукозаписывающем центре Nothing Records; Резнор начал работу над саундтреком к фильму Дэвида Линча «Шоссе в никуда» в основной студии и часто отсутствовал на этих более поздних сессиях. Мэнсон продолжал восхвалять влияние Бивана как на альбом, так и на группу в целом, описывая его как «как магнит, притягивающий группу обратно в студию и обратно всех сводящий». Оба являются единственными признанными продюсерами трёх песен на пластинке: «Dried Up, Tied and Dead to the World», «Kinderfeld» и «Minute of Decay». Новый участник, заменивший Берковица на соло-гитаре, присоединился к группе вскоре как альбом был завершён. Тимоти Линтон принял в качестве своего сценического псевдонима имя Зим Зам, положив конец семилетней традиции называть участников в честь женщин-икон и мужчин-серийных убийц; его имя было получено из концепции лурианской каббалы цимцум.
Рамирез сочинил бо́льшую часть музыки на пластинке и регулярно просил Резнора внести свой вклад, который, по его словам, был «единственным другим струнным музыкантом» в студии на регулярной основе, уточняя: «Написание песен было пустяком, но, войдя и записав их, мы внесли некоторые изменения. Было приятно, что Трент был там, как и другой участник группы, чтобы помочь мне по-другому взглянуть на некоторые вещи, потому что у Дейзи закончились идеи, и он просто не внёс никакого вклада». Резнору приписывают соавторство музыки трёх песен на альбоме («Little Horn», «Deformography» и «The Reflecting God»).

## Концепция и темы
Название альбома является отсылкой к мюзиклу Эндрю Ллойда Уэббера «Иисус Христос — суперзвезда» 1971 года. Аналогичным образом, запись является концептуальной рок-оперой; также, по заявлению Мэрилина Мэнсона, Antichrist Superstar — это дань уважения деятельности немецкого философа Фридриха Ницше, чьими работами вдохновлялся фронтмен группы: в частности концепция сверхчеловека и книга «Антихрист» вдохновили на «идею подвергнуть себя трансформации, чтобы стать чем-то сверхчеловеческим». Мэнсон также указал на песню «We Are the Dead» Дэвида Боуи как оказавшую значительное влияние на лирическую составляющую альбома: «Я помню, как слышал эту песню в девяностых, когда я впервые переехал в Лос-Анджелес. Это не оказало бы на меня такого же влияния, если бы я услышал это, когда был ребёнком в Огайо — мне казалось, что это было связано с культурой Голливуда, отвратительным каннибализмом».
После выпуска Holy Wood (In the Shadow of the Valley of Death) в 2000 году Мэнсон рассказал, что альбом Antichrist Superstar сформировал концептуальную трилогию — «триптих», наряду с вышеупомянутым альбомом и Mechanical Animals 1998 года. Он объяснил, что три альбома представляют собой автобиографическую историю, рассказанную в обратном порядке (хронологически в обратном порядке с даты их выхода), с сюжетной линией, начинающейся в Holy Wood, за которой следуют Mechanical Animals, а в качестве её завершения выступает альбом Antichrist Superstar. Кроме того, хотя Antichrist Superstar и Mechanical Animals имели смысл как отдельные концептуальные альбомы, в каждом релизе была общая история.
Как эти три сюжета связаны друг с другом, должны ли они быть линейными или разделены, неизвестно — это остаётся на усмотрение слушателю. Однако сам Мэнсон предложил возможное объяснение этому: 

«Holy Wood — это желание вписаться в мир, который не хотел меня, и сильно бороться, чтобы попасть туда. Самые глубокие элементы альбома — это идеализм и желание начать революцию. Если вы начнёте с Holy Wood, то Mechanical Animals действительно расскажут вам о том, как эта революция у вас отнимается и превращается в продукт, а затем вам будет предоставлен Antichrist Superstar, где вам будет представлен выбор: будете ли вы контролироваться силой, которую вы создали, или вы захотите уничтожить себя, а затем начать всё сначала. Это просто становится циклом».
Центральная сюжетная линия альбома вращается вокруг сверхъестественного существа — демагогической рок-звезды, которая захватывает всю политическую власть у человечества, чтобы инициировать апокалиптический конец времён. Альбом представляет собой социальную критику, которая использует эту предпосылку в качестве метафоры для воспринимаемых фашистских элементов консервативного политического движения и христианских правых в Северной Америке.
В заключительном разделе центральный персонаж превращается в Антихриста Суперзвезду: популистского демагога, чьи мотивы выходят за рамки любого мыслимого чувства морали. Нигилистичный и вызывающий отвращение у человечества, он инициирует геноцидное уничтожение человеческой расы, в конечном итоге уничтожая всю планету.

## Композиция и стиль
«Antichrist Superstar» — это о том, как я рос и хотел стать тем, кого люди будут обожать, вместо этого я вырос и стал тем, кого люди стали ненавидеть.
Antichrist Superstar — это в первую очередь альбом выраженный в стиле индастриал-метал, также он был охарактеризован как индастриал-рок и дэт-метал альбом, содержащий в себе элементы прог-метала, нью-вейва и готик-рока.
Сюжетная линия состоит из трёх частей (именуемые «циклами»), тем не менее, начинается и заканчивается с ницшеанского утверждения «When you are suffering, know that I have betrayed you» (с англ. — «Когда ты страдаешь, знай, что я предал тебя»), что придаёт цикличность альбому:
- «The Heirophant» (с англ. — «Первосвященник»)[комм. 1] — открывающая часть альбома, куда входят первые четыре песни («Irresponsible Hate Anthem», «The Beautiful People», «Dried Up, Tied and Dead to the World» и «Tourniquet»);
- «Inauguration of the Worm» (с англ. — «Инаугурация Червя») — состоит из последующих семи песен («Little Horn», «Cryptorchid», «Deformography», «Wormboy», «Mister Superstar», «Angel with the Scabbed Wings» и «Kinderfeld»);
- «Disintegrator Rising» (с англ. — «Возвышение Разрушителя») — завершающая часть альбома, содержащая заключительные шесть песен («Antichrist Superstar», «1996», «Minute of Decay», «The Reflecting God», «Man That You Fear» и скрытый трек «Track 99»[комм. 2]).

Альбом повествует об оскорблённом и растоптанном существе «Мальчике-черве» (англ. Wormboy), который, подобно Адаму Кадмону из альбома Holy Wood, пытается возглавить массовую революцию против мира угнетённых и его кратократических хозяев — «Элиту» (англ. The Beautiful People). В своей автобиографической книге «Долгий, трудный путь из ада» Мэнсон сравнивает Мальчика-червя с «незначительной тенью, ищущей своё место в бесконечном мире света». В своём стремлении к самоутверждению он превращает себя в харизматичного и влиятельного антигероя и иерофанта (англ. The Heirophant) — «маленького рога» (англ. Little Horn), проповедующего самореализацию, которую люди встречают с обожанием и вкрадчивостью. Хотя он успешно свергает «Элиту», «Маленький рог» вскоре погружается в апатию, а затем в ненависть к этим очень любящим и льстивым ученикам вместе со всем миром, когда он приходит к пониманию того, что они не заинтересованы в спасении и вполне довольны тем, что остаются слабыми, подражательными и угнетёнными «жертвами» (или «рабы», взятое из темы философа Фридриха Ницше «Хозяин-раб»). Тогда его послание становится разочарованным и тщетным. Эта неудача оставляет его холодным и ожесточённым, решив вместо этого использовать свою власть и влияние, чтобы стать репрессивным и фашистским тираном, одноимённой «Антихристом Суперзвездой» (или «Разрушителем» англ. The Disintegrator), поскольку теперь он приходит к выводу, что люди действительно хотят динамики «хозяин-раб». Он также начинает использовать в качестве своего личного знака гнетущий эпитет своих предшественников — «Когда ты страдаешь, знай, что я предал тебя» (англ. When you are suffering, know that I have betrayed you), поскольку он позволяет своей язвительности закручиваться в нигилизм и саморазрушение. Теперь, как безутешный «Человек, которого вы боитесь» (англ. Man That You Fear), он начинает политику апокалипсиса выжженной земли, разрушая всё, за что боролась его революция, угнетая тех самых людей, которых он стремился поднять, и уничтожая всех и всё вокруг, заявляя «Молитесь, чтобы ваша жизнь была только сном, / Порезом, который никогда не заживает. / Молись сейчас, детка, молись, чтобы твоя жизнь была только сном. / Мир в моих руках, здесь никого не осталось, чтобы слышать как ты кричишь, / Здесь никого не осталось для тебя (англ. Pray your life was just a dream, / The cut that never heals. / The world in my hands, there’s no one left to hear you scream, / There’s no one left for you)». Когда он превращает созданный им мир в пыль, он начинает понимать, что «когда все твои желания сбудутся, то многие твои мечты будут разрушены» (англ. When all of your wishes are granted many of your dreams will be destroyed).

## Отзывы критиков
| Оценки критиков               | Оценки критиков |
| Источник                      | Оценка          |
| ----------------------------- | --------------- |
| AllMusic                      | [ 27 ]          |
| Chicago Tribune               | [ 29 ]          |
| Encyclopedia of Popular Music | [ 30 ]          |
| Entertainment Weekly          | B               |
| The Great Rock Discography    | 8/10            |
| Los Angeles Times             | [ 33 ]          |
| Rolling Stone                 | [ 26 ]          |
| The Rolling Stone Album Guide | [ 34 ]          |
| Spin                          | 8/10            |
| USA Today                     | [ 36 ]          |

Альбом был встречен положительными отзывами музыкальных критиков, которые высоко оценили его концепцию, производственную работу и вокал. М. Тай Комер в обзоре для издания CMJ New Music Monthly описал запись как «великолепную… выносящая мозг», написав, что Мэрилин Мэнсон «принял всю тоску, адский огонь и проклятие, которые одна группа могла проглотить, а затем выпустил её в яростном скатологическом проявлении апокалиптического звука и ярости». Он продолжал хвалить вокал, который, по его словам, мог «передать боль, страсть, страх, ненависть и эйфорию в одном мощном, пронзительном рёве». Грег Кот из Chicago Tribune похвалил производство альбома, как и Джим Фарбер из Entertainment Weekly, который также высоко оценил его «амбициозную» концепцию, хотя он критиковал звучание группы как производное от других индастриал-рок-групп: «Каждый рифф мог бы сойти прямо со старой пластинки группы Skinny Puppy».
В своей рецензии для Spin, Энн Пауэрс похвалила концептуальную часть альбома и качество написания песен, сказав: «До сих пор идеи Мэнсона имели больший вес, чем его музыка, но звук Antichrist Superstar соответствует кричащей грандиозности его аргументов. Его 16 песен звучат как метал в стиле Sabbath’ов 70-х, но тяжелее; аранжировки перекликаются с Queen в оперном стиле, но более интенсивны; настроение обязано своим вампирским холодом Bauhaus'у, но Мэрилин Мэнсон на самом деле кусает вену». Стивен Томас Эрлевайн из AllMusic назвал его «неожиданно сплочённым альбомом», который является «окончательным заявлением» Мэрилина Мэнсона. Тем не менее, он критически отозвался о производстве Резнора, сказав: «Хотя звуковые детали делают альбом интригующим для прослушивания, он не такой экстремальный, каким мог бы быть — в частности, гитары удивительно анемичны, звучат как гудящие пылесосы, а не громоздкие бензопилы». Ещё менее впечатленный Роберт Кристгау отверг запись, назвав её как «неудачную» и позже сравнил её с музыкой, используемой военными США для психологического преследования Мануэля Норьеги во время операции «Nifty Package».
В своём обзоре для Rolling Stone Лоррейн Али назвала как альбом, так и связанный с ним подъём группы в рамках мейнстримной культуры «знаменующий конец господства панк-реализма в рок-н-ролле», назвав запись «изменчивой реакцией на пять лет серьёзного рока после Nirvana». Она выдвинула гипотезу, что: «Мэрилин Мэнсон предлагает полный эскапизм как истинную альтернативу, в комплекте с тщательно продуманной мрачной одеждой (мешковатые шорты запрещены), фронтменом, который откровенно просит быть в центре внимания, и лирическими образами, соперничающими с лучшими фильмами-слэшерами». Аналогично, статья 2016 года на The A.V. Club назвал запись влиятельной, предположив, что её успех вызвал сдвиг в рок-музыке, в результате которого другие рок-группы «обменяли жестокость гранжа с разбитым сердцем на бурлящий, самобичевательный нигилизм».

### Реакция властей
Выпуск Antichrist Superstar ознаменовал коммерческий прорыв группы, и бо́льшая часть внимания, которое они получили от основных средств массовой информации, не была положительной. В декабре 1996 года содиректора Empower America республиканский министр образования Уильям Беннетт и сенатор-демократ Джозеф Либерман организовали двухпартийную пресс-конференцию вместе с министром штата Пенсильвания С. Долорес Такер, в которой они усомнились в способности MCA Inc. — владельца Interscope — президента Эдгара Бронфмана-младшего грамотно возглавлять лейбл, получая прибыль от «ненормативных» альбомов таких исполнителей, как 2pac, Snoop Dogg и Marilyn Manson. Такер ранее назвал Smells Like Children «самой грязной, отвратительной порно-записью, направленной на детей, которая когда-либо появлялась на рынке».
В ноябре 1997 года группа оказалась объектом слушаний в Конгрессе под руководством сенатора Джозефа Либермана и представителя Сэма Браунбэка, чтобы определить влияние, если таковое имеется, жестоких текстов на молодых слушателей. Это слушание было проведено Комитетом по внутренней безопасности и правительственным делам и называлось «Музыкальное насилие: как оно влияет на наших детей». На этом подкомитете Либерман ещё раз раскритиковал музыку группы, назвав её «мерзкой, ненавистной, нигилистической и вредной», и повторил свою просьбу, чтобы Сигрем — тогдашний владелец MCA Inc. — «начал… отделяется от Мэрилина Мэнсона». Либерман позже назвал группу «пожалуй, самой извращённой группой, которую когда-либо раскручивал мейнстрим». Подкомитет также заслушал Раймонда Кунца из Берлингтона, штат Северная Дакота, который обвинил в самоубийстве своего сына альбом Antichrist Superstar, в частности песню «The Reflecting God».

### Награждения
Согласно Acclaimed Music, Antichrist Superstar является 19-м самым известным альбомом 1996 года и 206-й самой известной записью 1990-х годов. Запись была включена в книги, в том числе «Тысяча и один музыкальный альбом, который стоит прослушать, прежде чем вы умрёте», «1000 записей, которые вы должны услышать перед смертью» Тома Муна и «Альбомы: 50 лет великих записей». В 2008 году Consequence of Sound определило Antichrist Superstar как современную классику в их «Dusting 'Em Off», из-за его контркультурного и социального влияния в конце 90-х годов. Rolling Stone включил его в число своих «Основных записей 90-х» в 1999 году и поместил его под номером 84 в свой список «100 лучших альбомов 90-х», который был составлен в 2011 году. Revolver включил Antichrist Superstar под номером 49 в свои «69 Величайших метал-альбомов всех времён».
Альбом был включён в несколько списков, составленных несколькими британскими рок-журналами. В Kerrang! окрестили его 3-м лучшим альбомом 1996 года и поместили его под номером 14 в своём списке «100 альбомов, которые вы должны услышать, прежде чем умрёте», а также под номером 88 в списке «100 величайших рок-альбомов». В 2001 году он был включён в список журнала Q «50 самых тяжёлых альбомов всех времён», в то время как NME поместила его под номером 92 в составленном в 2009 году списке «100 величайших хэви-метал-альбомов». Он также появился под номером 92 в списке Classic Rock «100 величайших рок—альбомов всех времён», а в 2006 году журнал — а также его дочернее издание, Metal Hammer — включили его в свои соответствующие списки «200 величайших альбомов 90-х». Record Collector включил Antichrist Superstar в свой обширный список «10 классических альбомов из 21 жанра для 21 века» в категории «Метал».
Несколько международных изданий включили его в свои соответствующие списки лучших альбомов 1996 года, в том числе французское издание британского журнала Rock Sound, который поместил его под номером 13, Голландский журнал Muziekkrant OOR поставил его под номером 109 в своих «Лучших альбомах 1996 года», в то время как Alternative Nation включил альбом под номером 8 в свой список «Лучших рок-альбомов 1996 года». Rock Sound также показал запись под номером 11 в своих «150 лучших альбомов нашей жизни (1992—2006 гг.)». Немецкий рок-журнал Visions поставил альбом под номером 37 в своем списке «Самых важных записей девяностых». Кроме того, Французский журнал Rock & Folk назвал Antichrist Superstar одним из «Лучших альбомов с 1963 по 1999 год», в то время как ритейлер Fnac включил его в свой список «1000 лучших альбомов всех времён».
| Издательство       | Страна         | Номинация                                             | Год  | Место | Прим.  |
| ------------------ | -------------- | ----------------------------------------------------- | ---- | ----- | ------ |
| Acclaimed Music    | США            | Greatest Records of All Time                          | 1996 | 1137  | [ 49 ] |
| Alternative Nation | США            | Top Rock Albums of 1996                               | 2016 | 8     | [ 66 ] |
| Classic Rock       | Великобритания | 100 Greatest Rock Albums Ever                         | 2001 | 92    | [ 61 ] |
| Classic Rock       | Великобритания | The 200 Greatest Albums of the '90s                   | 2006 |       | [ 62 ] |
| Fnac               | Франция        | The 1000 Best Albums of All Time                      | 2011 | 606   | [ 70 ] |
| Kerrang!           | Великобритания | Albums of the Year                                    | 1996 | 3     | [ 56 ] |
| Kerrang!           | Великобритания | 100 Albums You Must Hear Before You Die               | 1998 | 14    | [ 57 ] |
| Kerrang!           | Великобритания | The 100 Greatest Rock Albums                          | 2006 | 88    | [ 58 ] |
| Metal Hammer       | Великобритания | The 200 Greatest Albums of the '90s                   | 2006 |       | [ 62 ] |
| Muziekkrant OOR    | Нидерланды     | Albums of the Year                                    | 1996 | 109   | [ 65 ] |
| NME                | Великобритания | 100 Greatest Heavy Metal Albums                       | 2009 | 92    | [ 60 ] |
| Q                  | Великобритания | 50 Heaviest Albums of All Time                        | 2001 |       | [ 59 ] |
| Record Collector   | Великобритания | 10 Classic Albums from 21 Genres for the 21st Century | 2000 |       | [ 63 ] |
| Revolver           | США            | The 69 Greatest Metal Albums of All Time              | 2002 | 49    | [ 55 ] |
| Rock & Folk        | Франция        | The Best Albums from 1963 to 1999                     | 2000 |       | [ 69 ] |
| Rock Sound         | Франция        | Albums of the Year                                    | 1996 | 13    | [ 64 ] |
| Rock Sound         | Франция        | Top 150 Albums of Our Lifetime (1992—2006)            | 2006 | 11    | [ 67 ] |
| Rolling Stone      | США            | The Essential Recordings of the '90s                  | 1999 |       | [ 53 ] |
| Rolling Stone      | США            | 100 Best Albums of the '90s                           | 2011 | 84    | [ 54 ] |
| Visions            | Германия       | The Most Important Albums of the '90s                 | 2000 | 37    | [ 68 ] |

## Коммерческий успех
Antichrist Superstar продал 132 000 копий за первую неделю, чтобы дебютировать под номером три в Billboard 200 в Соединённых Штатах. Альбом был сертифицирован как платиновый Американской ассоциацией звукозаписывающей индустрии (RIAA) 11 декабря 1996 года и продан тиражом более 1,2 миллиона копий в течение года после его выпуска. По состоянию на ноябрь 2010 года, только в США было продано почти два миллиона копий, согласно Nielsen SoundScan. Он достиг второго места в национальном чарте альбомов RPM в Канаде, где он был сертифицирован как дважды платиновый Music Canada (ранее Канадской ассоциацией звукозаписывающей индустрии) за продажи свыше 200 000 единиц. В Мексике пластинка была сертифицирована как золотая Asociación Mexicana de Productores de Fonogramas y Videogramas (AMPROFON), что указывает на продажу более 100 000 копий.
Международный коммерческий успех альбома изначально был скромным, однако, достигнув 13-го места в финском чарте альбомов, но не оказал влияния на чарты альбомов во Франции и Германии, достигнув 116 и 100 мест соответственно. Несмотря на то, что альбом занял 73-е место в UK Albums Chart и провёл в чарте одну неделю, Antichrist Superstar был сертифицирован британской фонографической индустрией (BPI) в июле 2013 года за поставки более 100 000 копий. Аналогичным образом, пластинка провела шесть недель подряд в чартах ARIA, достигнув 41-го места и получив золотой сертификат Австралийской ассоциации звукозаписывающей индустрии (ARIA). И наоборот, он стал коммерческим прорывом группы в Новой Зеландии, достигнув пика в первой пятерке и проведя в общей сложности 45 недель в Official New Zealand Music Chart, где в конечном итоге был сертифицирован как платиновый. Было продано продал более семи миллионов копий Antichrist Superstar по всему миру.

## Список композиций
Все тексты песен написаны Мэрилином Мэнсоном, за исключением песни «Irresponsible Hate Anthem», написанного Мэнсоном и Твигги Рамиресом.
| №  | Название                               | Музыка                             | Длительность |
| -- | -------------------------------------- | ---------------------------------- | ------------ |
| 1. | «Irresponsible Hate Anthem»            | Дэйзи Берковиц, Мадонна Уэйн Гейси | 4:17         |
| 2. | «The Beautiful People»                 | Рамирес                            | 3:38         |
| 3. | «Dried Up, Tied and Dead to the World» | Мэнсон, Рамирес                    | 4:16         |
| 4. | «Tourniquet»                           | Берковиц, Рамирес                  | 4:45         |

| №   | Название                               | Музыка                 | Длительность |
| --- | -------------------------------------- | ---------------------- | ------------ |
| 5.  | «Little Horn»                          | Рамирес, Трент Резнор  | 2:45         |
| 6.  | «Cryptorchid»                          | Гейси                  | 2:42         |
| 7.  | «Deformography»                        | Рамирес, Резнор        | 4:31         |
| 8.  | «Wormboy»                              | Берковиц, Рамирес      | 3:56         |
| 9.  | «Mister Superstar»                     | Рамирес                | 5:04         |
| 10. | «Angel with the Scabbed Wings»         | Мэнсон, Рамирес, Гейси | 3:52         |
| 11. | «Kinderfeld» (с нем. — «Детское поле») | Рамирес, Гейси         | 4:51         |

| №                   | Название                  | Музыка                           | Длительность |
| ------------------- | ------------------------- | -------------------------------- | ------------ |
| 12.                 | «Antichrist Superstar»    | Рамирес, Гейси                   | 5:14         |
| 13.                 | «1996»                    | Рамирес                          | 4:01         |
| 14.                 | «Minute of Decay»         | Мэнсон                           | 4:44         |
| 15.                 | «The Reflecting God»      | Рамирес, Резнор                  | 5:36         |
| 16.                 | «Man That You Fear»       | Рамирес, Мэнсон, Гейси, Берковиц | 6:11         |
| 99.                 | «Track 99» (Скрытый трек) | Гейси, Рамирес                   | 1:39         |
| Общая длительность: | Общая длительность:       | Общая длительность:              | 77:26        |

## Участники записи
| Marilyn Manson: - Мэрилин Мэнсон — вокал, гитара, флейта Пана - Дэйзи Берковиц — соло- и ритм-гитары - Твигги Рамирес — соло- и ритм-гитары, акустическая гитара, бас-гитара - Мадонна Уэйн Гейси — все клавишные, лупы и прочие оригинальные 16-битные вставки - Джинджер Фиш — концертный барабанщик, программирование - Зим Зам — концертный гитарист для тура Antichrist Superstar | Остальной персонал: - Шон Биван — продюсер, звукорежиссёр, монтаж, микширование, гитара, гитарный синтезатор - Трент Резнор — продюсер, монтаж, микширование, меллотрон, гитара - Дэнни Лонер — гитарист - Крис Вренна — ударные, программирование, звукозапись, монтаж - Дэйв Огилви — продюсер, звукорежиссёр, программирование, монтаж, микширование - Брайан Поллак — ассистент продюсера, ассистент звукорежиссёра - Том Бэйкер — мастеринг - П. Р. Браун — цифровые иллюстрации, дизайн - Дин Карр — фотограф |

## Чарты
| Чарт (1996-97 гг.)                            | Позиция в чартах |
| --------------------------------------------- | ---------------- |
| Австралия (ARIA)                              | 41               |
| Австрия (Ö3 Austria)                          | 37               |
| Канада (RPM Top Albums/CDs)                   | 2                |
| Финляндия (Suomen virallinen lista)           | 13               |
| Франция (SNEP)                                | 116              |
| Германия (Offizielle Top 100)                 | 100              |
| Венгрия (MAHASZ)                              | 21               |
| Новая Зеландия (RMNZ)                         | 5                |
| Испания (AFYVE)                               | 43               |
| Швеция (Sverigetopplistan)                    | 50               |
| Великобритания (UK Albums Chart)              | 73               |
| Великобритания (UK Rock & Metal Albums Chart) | 7                |
| США (Billboard 200)                           | 3                |

| Чарт (1996 г.)              | Позиция в чартах |
| --------------------------- | ---------------- |
| Canada Top Albums/CDs (RPM) | 26               |
| US Billboard 200            | 157              |

| Чарт (1997 г.)            | Позиция в чартах |
| ------------------------- | ---------------- |
| New Zealand Albums (RMNZ) | 18               |
| US Billboard 200          | 75               |

## Сертификации
| Регион                                                      | Сертификация  | Продажи   |
| ----------------------------------------------------------- | ------------- | --------- |
| Аргентина (CAPIF)                                           | Золотой       | 30 000^   |
| Австралия (ARIA)                                            | Золотой       | 35 000^   |
| Канада (Music Canada)                                       | 2× Платиновый | 200 000^  |
| Мексика (AMPROFON)                                          | Золотой       | 100 000^  |
| Новая Зеландия (RMNZ)                                       | Платиновый    | 15 000^   |
| Великобритания (BPI)                                        | Золотой       | 100 000^  |
| США (RIAA)                                                  | Платиновый    | 1,900,000 |
| ^ Данные о тиражах приведены только на основе сертификации. |               |           |

### Комментарии
1. ↑  В оригинале слово «hierophant» умышленно написано неправильно.
2. ↑  У скрытого трека есть разные названия: «Revelation 99» и «Empty Sounds of Hate». В The Marilyn Manson Collection на iTunes трек называется «Ghost Track». На Rhapsody трек имеет название «Untitled», как и на Spotify и iTunes.